# Daihatsu Charade
Daihatsu Charade — хетчбек, вироблений японською компанією Daihatsu, вперше представлений на авторинку в 1977 році. Спочатку створювався як заміна моделі Consorte.
У 1979 році цей хетчбек став автомобілем року. І вже у 1982 році, після незначного редизайну, з'явились оновлені моделі з квадратними передніми фарами. У березні 1983 році виходить друге покоління, а у 1987 — третє. У 1994 році була представлена версія седан з новим 1.5-літровим двигуном та системою повного приводу в якості опції. Під кінець 1990-х випуск Daihatsu Charade було припинено, але починаючи з 2003 року його можна зустріти під іншою назвою Daihatsu Mira.
З 2007 по 2011 роки компанія Daihatsu в Південній Африці продавала Daihatsu Mira (L275) як Charade. У період з 2011 по 2013 рік компанія Daihatsu Europe вивела на ринок тайський Toyota Yaris (XP90), як Daihatsu Charade. Це була остання модель Charade, представлена під табличкою Daihatsu в Європі.

## Опис
Більш ранні версії двигуна Daihatsu Charade були спроможні демонструвати 72 Нм крутного моменту та 38 кВт потужності. Пізніші версії, які мали 4-циліндрові двигуни, були більш потужними навіть у поєднанні з 4-ступінчастою АКПП. Вони демонстрували 89 Нм крутного моменту та 40.5 кВт потужності. Моделі вищої комплектації мали двигун з турбонаддувом. Третє покоління автомобіля отримало новий 1.3-літровий двигун. Пару усім двигунам складала або 5-ступінчаста МКПП, або 4-ступінчаста АКПП.

## Огляд моделі

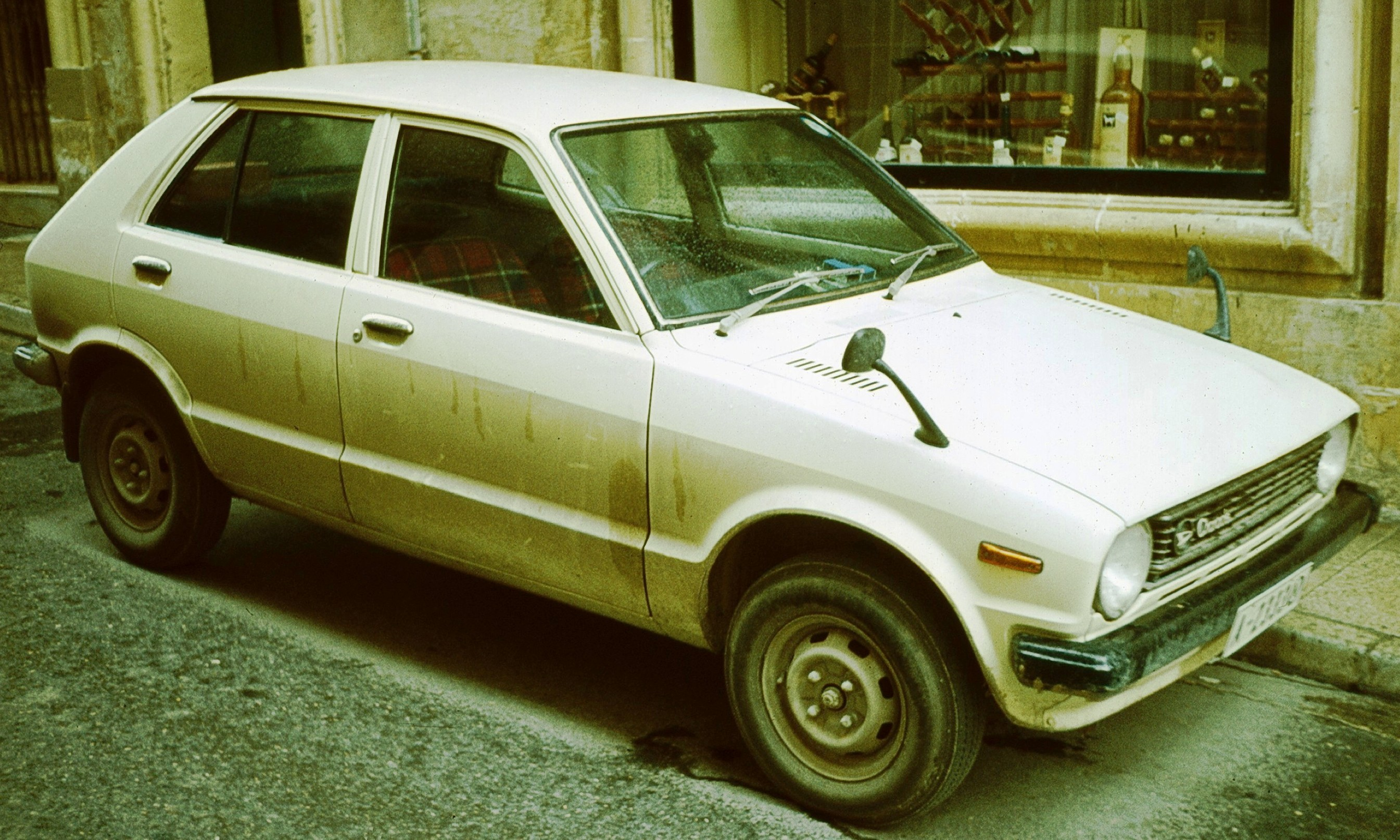
Daihatsu Charade Покоління G10 1977–1983
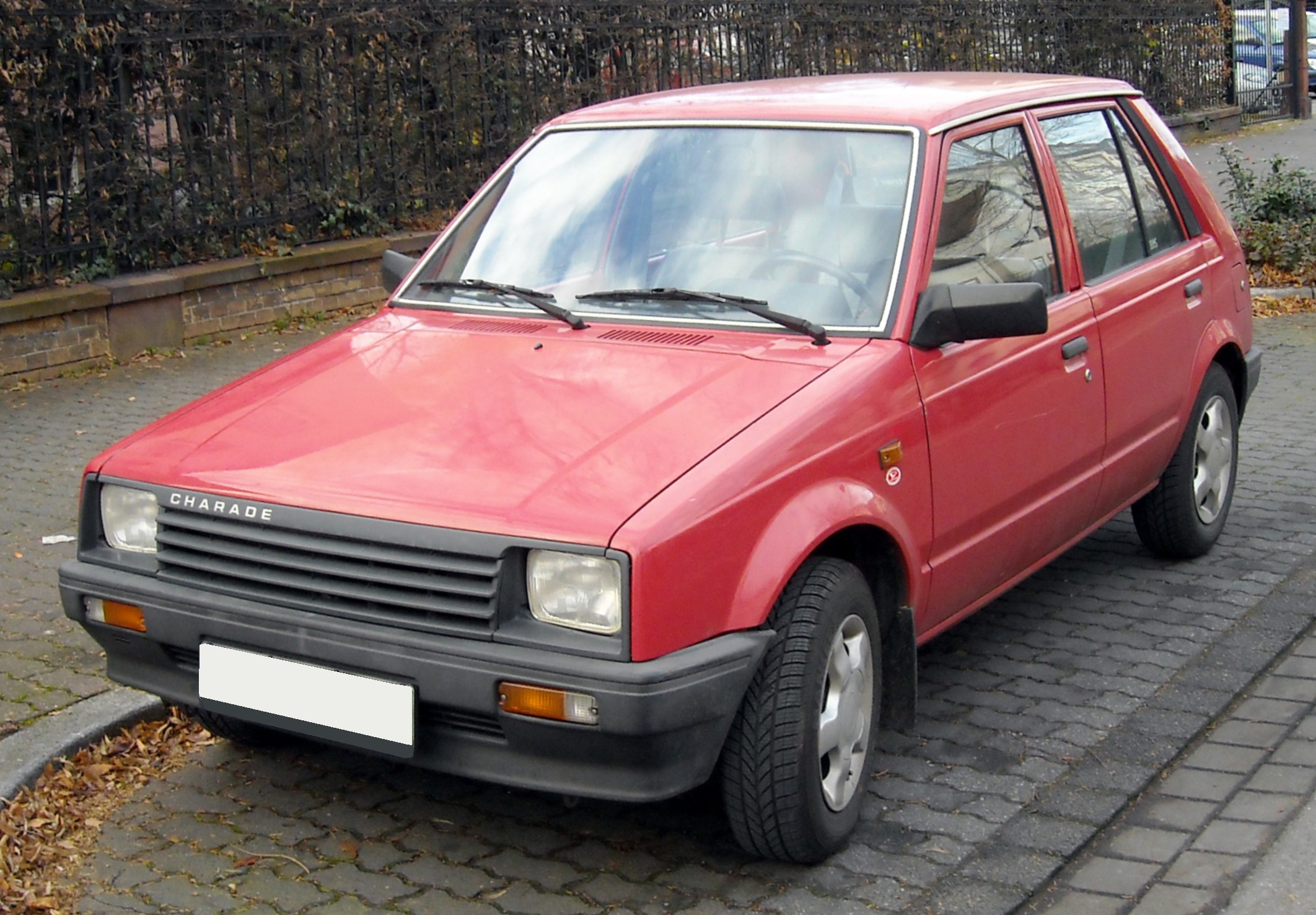
Daihatsu Charade Покоління G11 1983–1987
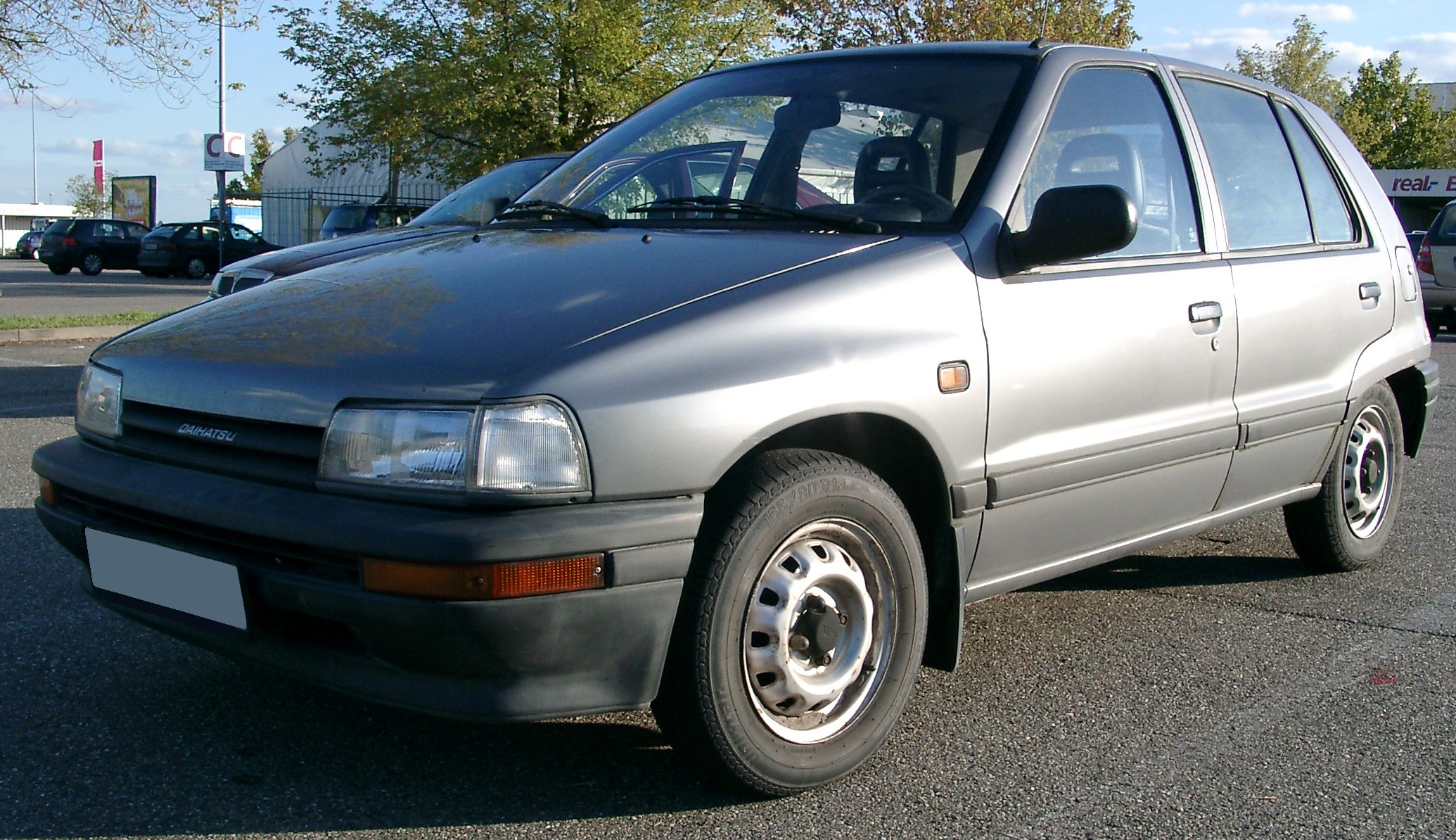
Daihatsu Charade Покоління G100 / G102 1987–1994
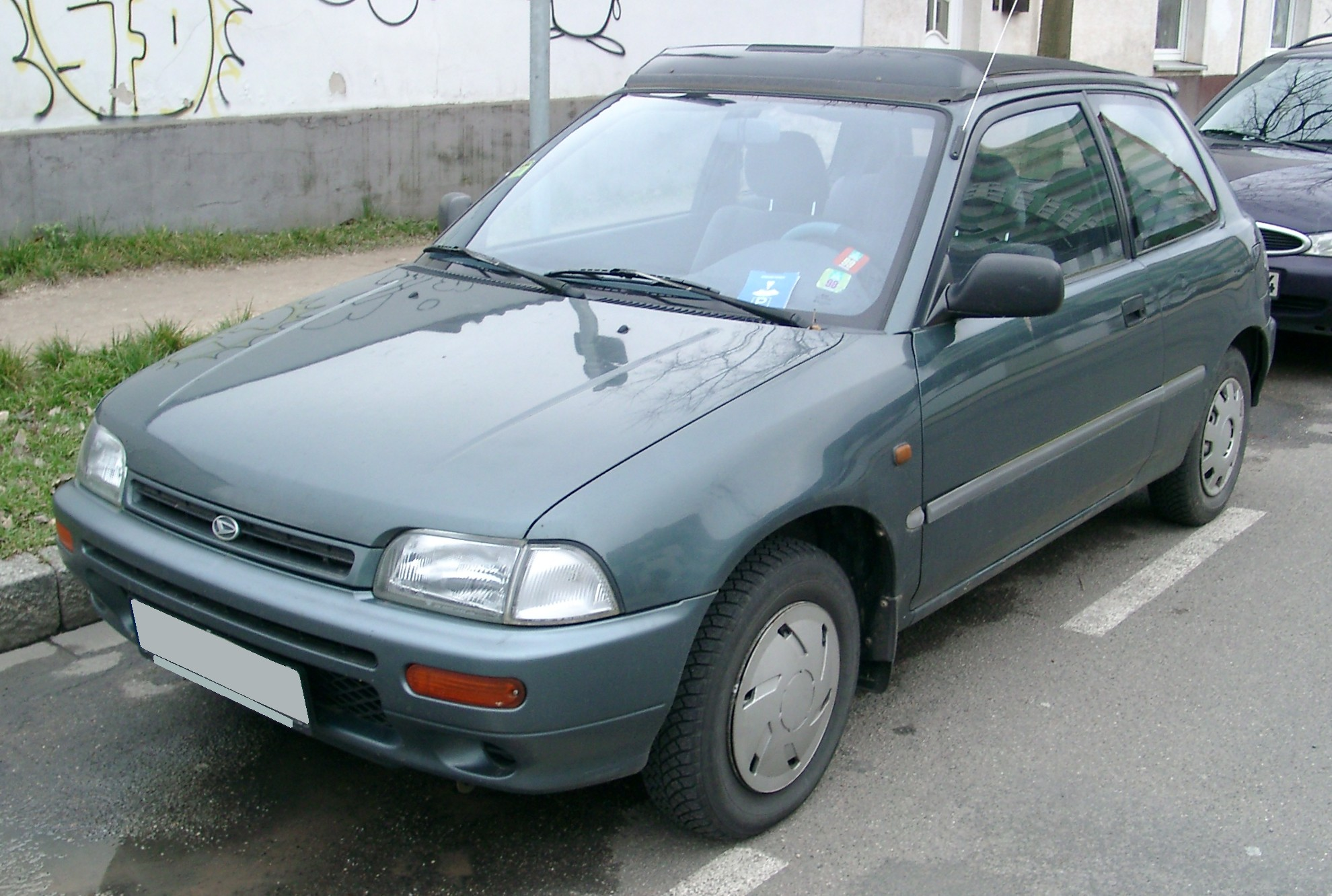
Daihatsu Charade Покоління G200 / G203 1994–2000

## Версії інших моделей

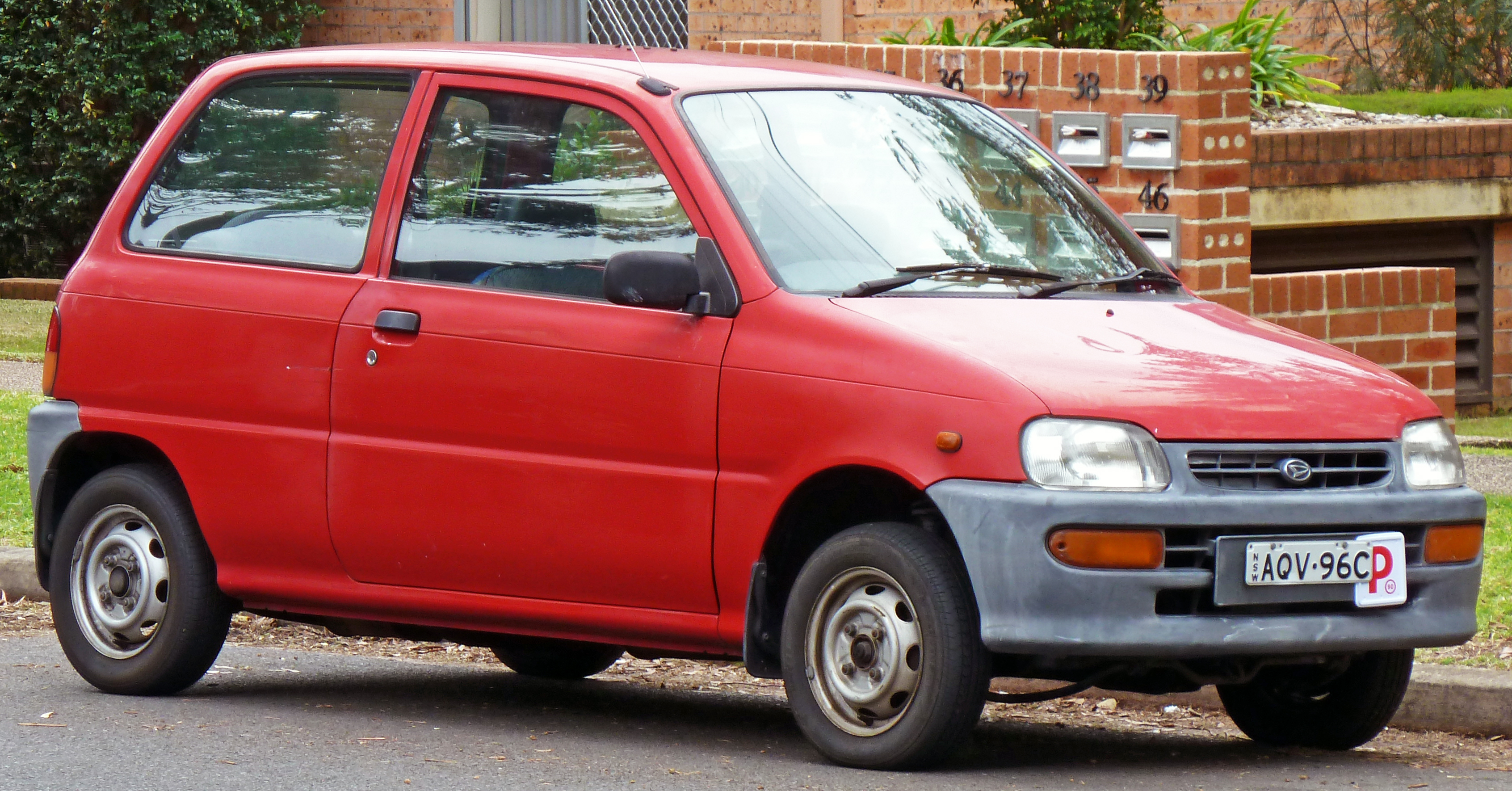
Daihatsu Charade Centro Покоління L500 1995–1998
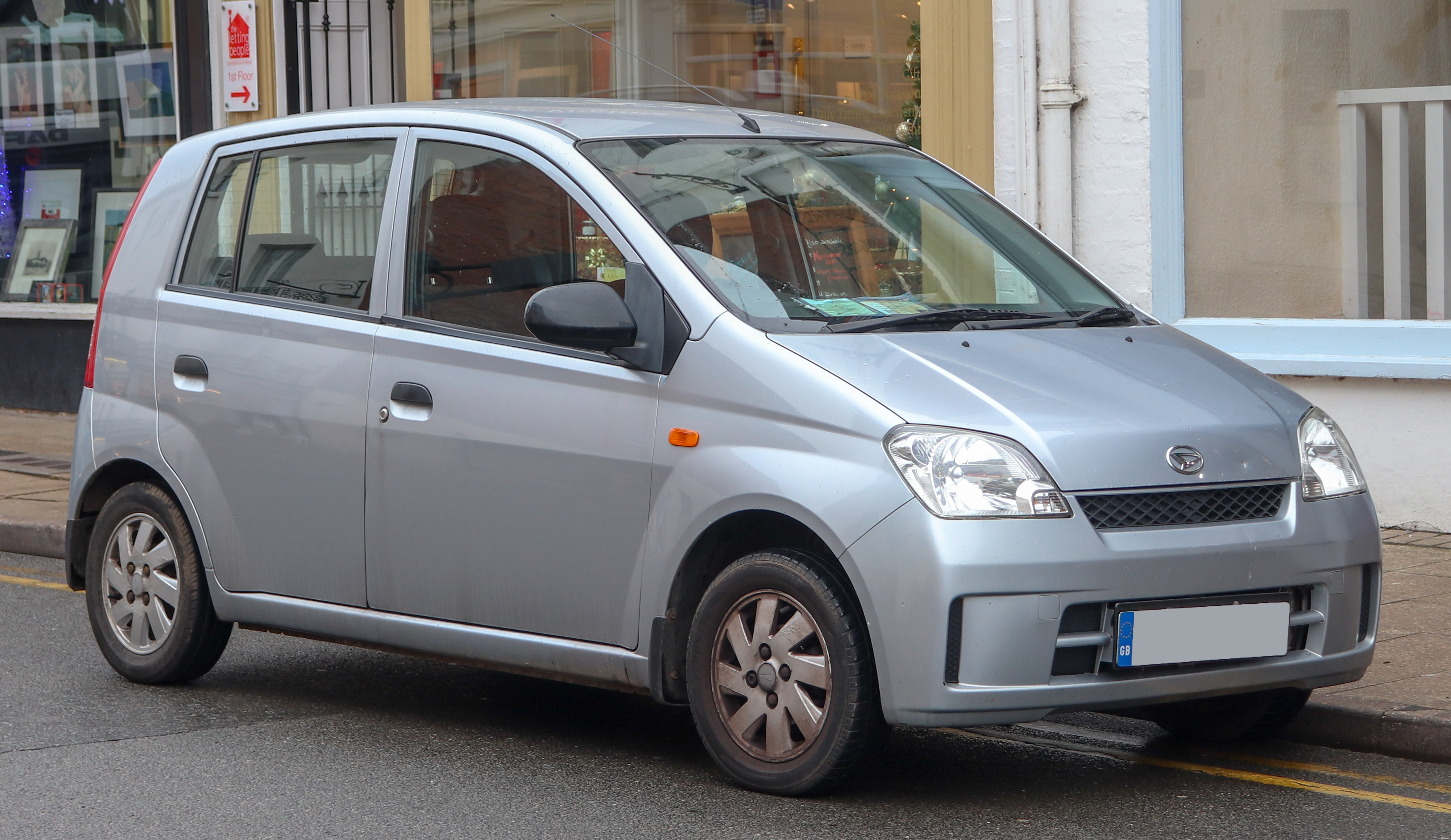
Daihatsu Charade Покоління L251 2003–2010
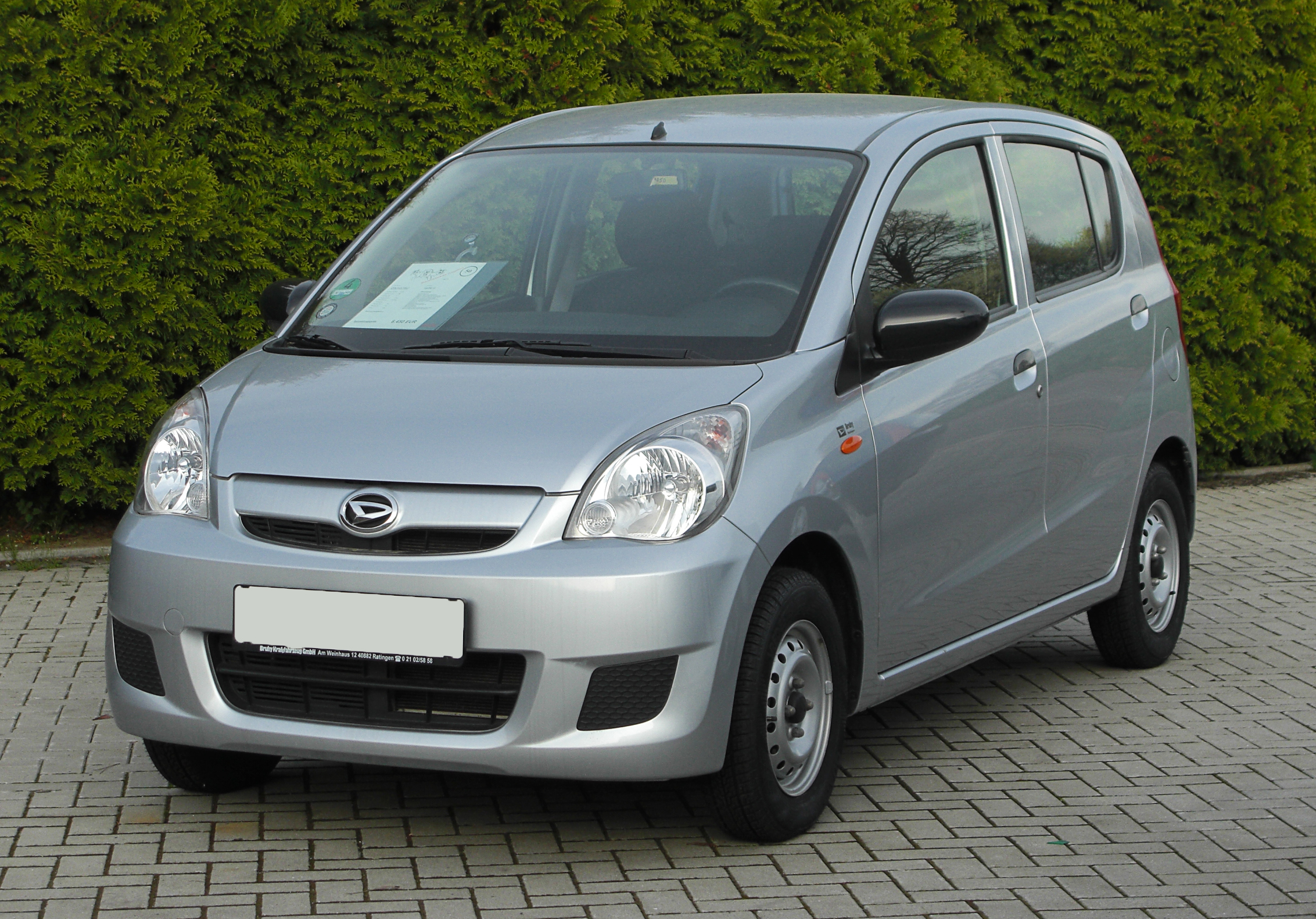
Daihatsu Charade Покоління L276 2007–2011
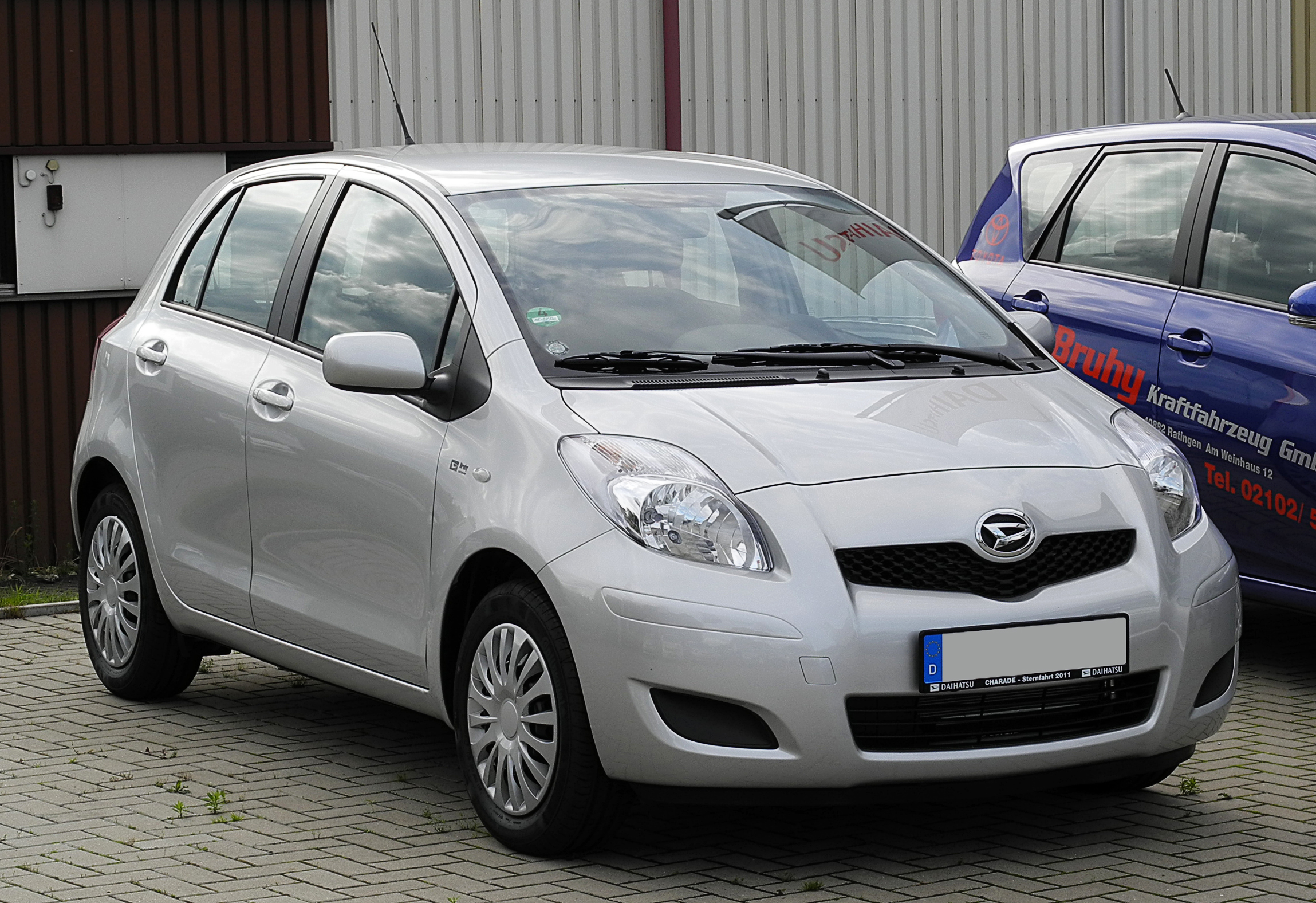
Daihatsu Charade Покоління XP9 2011–2013